# Aibo

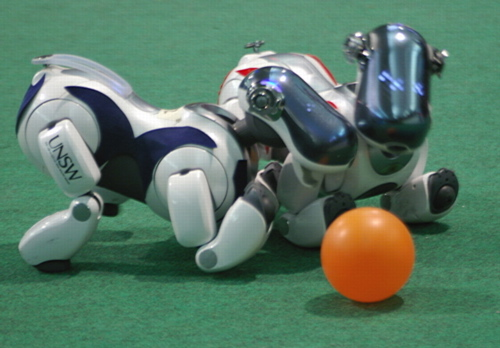
Due robot Aibo al RoboCup 2006.

Aibo è uno dei molti animali robotici sviluppati dalla Sony, con questo nome sono stati sviluppati diversi modelli a partire dal 1999. La produzione si è interrotta nel 2006, a causa delle scarse vendite (il costo del robot si aggira attorno ai 2,899.99 dollari), sino all'annuncio a sorpresa di un nuovo modello nel 2017. Aibo è in grado di percepire suoni e rumori, vedere e muoversi in modo autonomo. Il robot è in grado di individuare l'ambiente circostante tramite una microcamera e di riconoscere i comandi vocali impartitigli dal proprietario. Aibo è in grado di evolversi grazie agli stimoli esterni fornitigli dal proprietario e dall'ambiente esterno. Il design di Aibo è stato sviluppato dall'artista giapponese Hajime Sorayama.
Aiboware (il nome è un marchio registrato dalla Sony) è il nome del programma che fa muovere Aibo, il programma è caricato su memory stick. Aiboware è in grado di far evolvere il robot facendolo partire dalla fase di cucciolo per farlo arrivare fino alla fase adulta tramite l'interazione del proprietario. Quando il robot è completamente sviluppato è in grado di riconoscere fino a cento comandi vocali (sebbene non è detto che obbedisca). Senza Aiboware il robot funziona in modalità "emergenza", e quindi è in grado di riconoscere solo i comandi base.
Molti proprietari hanno modificato il codice base di Aibo per poter aggiungervi funzioni. In ottobre del 2001 Sony minacciò azioni legali verso un sito che distribuiva questi aggiornamenti non ufficiali. Dopo diverse proteste da parte dei proprietari Sony decide di rendere pubblico l'ambiente di sviluppo di Aibo per progetti non commerciali. Il kit di sviluppo di Aibo ha permesso a molti utenti di riprogrammare il robot e molte università hanno deciso di utilizzare il robot per i loro programmi di ricerca, vista la sua relativa economicità rapportata alle sue prestazioni.
Aibo è stato spesso utilizzato come base per i programmi di Intelligenza artificiale dato che integra in un'unica piattaforma un computer, delle microcamere, dei sensori e un sistema di movimento rodato e funzionante. Sony vista la propensione dei ricercatori per i suoi robot ha creato una competizione appositamente indirizzata ad Aibo all'interno della manifestazione RoboCup in modo da far evolvere la sua piattaforma e per sperimentare nuove soluzioni.
Il sistema di visione artificiale di Aibo utilizza l'algoritmo SIFT per riconoscere le caratteristiche dell'ambiente. La nuova versione è dotata di una connessione Wi-Fi in modo da poter inviare immagini ed email.
I suoni che Aibo emette sono stati creati da Nobukazu Takemura, un esperto nel campo dei suoni organici e dei movimenti.
Sony ha sviluppato anche Qrio un robot umanoide basato sulla architettura OPEN-R la stessa architettura alla base di Aibo (sebbene molto più sviluppata). Qrio è solo un prototipo Sony; al momento non sono previsti piani per il suo rilascio sul mercato.
A gennaio del 2018, destinato esclusivamente al mercato giapponese, il nuovo modello ERS-1000 celebra la rinascita di Aibo. A differenza dei precedenti modelli, dotati di memoria e intelligenza artificiale locale, ERS-1000 è un automa connesso ed il suo software risiede su Cloud proprietario.

## Modelli
- AIBO ERS-110 ed ERS-111
- ERS-210 Cub, ed ERS-220 "Cylon"
- ERS-311 "Latte", ERS-312 "Macaron" ed ERS-31L Bulldog puppies
- ERS-7 ed ERS-7M3 Long-eared dog
- ERS-1000